# Geoff Rowley
Geoffrey Joseph Rowley, más conocido como Geoff Rowley, nació en Liverpool, Inglaterra, el 6 de junio de 1976 y es un profesional del skateboarding. Con 18 años, Rowley se marchó a California con un contrato de patrocinio con Flip Skateboards, una compañía británico-estadounidense de la que ahora es dueño junto con Jeremy Fox e Ian Deacon.

## Biografía
Rowley Nació en Liverpool, Inglaterra. Rowley comenzó a practicar el skateboard con 12 años. Al principio lo hizo como hobby, pero pronto se obsesionó con este deporte extremo hasta el punto de patinar con un amigo desde las ocho de la mañana hasta las cinco de la madrugada, parando 4 veces a comer. Con 18 años, Flip Skateboards (en ese momento era una compañía británica llamada 'Deathbox') le hace una oferta para sponsorizarle y se marcha a California. En Estados Unidos es donde Rowley ha desarrollado toda su carrera profesional.
En 2001 fue nombrado Skater del Año por la prestigiosa revista especializada Thrasher, y apareció en varias entregas de las exitosas sagas de videojuegos Tony Hawk's, aumentando su fama a nivel internacional. Tras cinco años siendo incluido en el videojuego (desde el primer Tony Hawk's Pro Skater hasta Tony Hawk's Underground), las causas por las que Rowley no siguió apareciendo en el videojuego no están claras. Rowley asegura que no tiene "ni idea de por qué. Quizá no soy lo bastante bueno o quizá me he quedado rezagado. Parece que Tony (Hawk) mira para sí mismo y la gente de su alrededor. Dice que él mira por el bien del skateboard, pero no creo que piense eso".
También en Estados Unidos se aventuró en la parte financiera del skateboard y en el diseño de zapatillas. Geoff Rowley se convirtió en uno de los dueños de Flip Skateboards, empresa que le fichó y con base en Huntington Beach, California. A su vez, comenzó a diseñar sus propios tenis para Vans con los modelos Rowley XLT, XL2 o XLIII, entre otros.
Geoff Rowley participó en 3 videos de skate de la marca "Flip Skateboards",
El primer video se llama "Sorry" Flip, el segundo lleva de nombre "Really Sorry" Flip,y el tercero "Extremely Sorry" Flip.
El grupo favorito de Geoff Rowley es "Motorhead".
Rowley es uno de los mejores skaters del mundo y uno de los mejores pagados. Además de Flip y Vans, Geoff tiene como patrocinadores a compañías como Volcom, Ricta Mob Grip Boost Mobile o Independent Trucks.